# Thuyết ưa chuộng tính thanh khoản
Thuyết ưa chuộng tính thanh khoản là một trong những lý luận liên quan đến nhu cầu tiền tệ mà John Maynard Keynes đã giới thiệu trong tác phẩm nổi tiếng "Lý thuyết tổng quát về việc làm, lãi suất và tiền tệ" và trở thành một trong những lý luận quan trọng của kinh tế học Keynes.
Nội dung của lý luận này là nhu cầu về tiền mặt của người ta gồm hai bộ phận. Một bộ phần là nhu cầu tiền mặt cho giao dịch. Lượng cầu tiền mặt này là hàm số thuận của thu nhập. Con người kinh tế điển hình hễ có thu nhập nhiều hơn thì tiêu dùng nhiều hơn. Bộ phận còn lại là nhu cầu tiền mặt cho mục đích đầu cơ. Lượng cầu tiền mặt thứ hai này là hàm số nghịch của lãi suất. Lãi suất càng hấp dẫn thì người ta càng ít giữ tiền mặt. Lãi suất kém hấp dẫn thì có xu hướng giữ tiền mặt nhiều hơn. Nói cách khác, lãi suất chính là cái giá để người ta hy sinh sự ưa chuộng tính thanh khoản của tiền mặt.
Phần thu nhập kiếm được nếu không đem tiêu dùng mà để đấy dưới dạng tiền mặt thì không sinh lời. Muốn nó sinh lời thì phải đem đầu tư vào đâu đó, chẳng hạn mua chứng khoán. Giữ tiền mặt thì có cái lợi là tính tính thanh khoản cao. Còn nếu mua chứng khoán thì lại được cái lợi là sinh lãi. Những người lạc quan thì dự tính giá chứng khoán lên (lãi suất giảm) sẽ từ bỏ tiền mặt và mua chứng khoán. Những người bi quan thì dự tính giá chứng khoán giảm (lãi suất tăng) sẽ bán chứng khoán đang giữ đi và nhận tiền mặt về. Chứng khoán sẽ di chuyển từ tay người bi quan sang tay người lạc quan. Giá chứng khoán rốt cục cùng bị quy định bởi cả những người lạc quan mua vào và những người bi quan bán ra. Và lãi suất cũng bị quy định cùng bởi mức độ thích tiền mặt của hai loại người này.
Keynes dùng cụm từ tiếng Anh "liquidity preference" để chỉ sự ưa chuông tính thanh khoản của tiền mặt. Cụm từ tiếng Anh này còn được dịch ra tiếng  Việt thành "sự ham thích giữ tiền mặt", "sự chọn lựa chu chuyển", "sự ưa chuộng tiền mặt", "sự ưa chuộng tính lưu động", "sự ưa thích giữ tiền mặt", "sự ưa thích tài sản dễ thanh tiêu", "lý thuyết ưu tiên cho khả năng thanh toán tiền mặt", "lý thuyết thích tiền mặt".
Tuy nhiên trong kinh doanh, liquidity preference có thể được hiểu theo nghĩa khác.